# Jule und die Seeräuber
Jule und die Seeräuber (schwedisch Skrållan och sjörövarna) ist eine Geschichte von Astrid Lindgren. Diese basiert auf den Spielfilmen Das Trollkind und Die Seeräuber. Das Buch führt die Handlung aus dem Roman Ferien auf Saltkrokan fort. Jule heißt im schwedischen Original sowie in den Filmen Skrållan. 

## Handlung
Jule lebt im Sommer auf einer Insel namens Saltkrokan. Gespannt sieht sie ihrem Großvater Melcher und ihrem Vater Peter beim Dachdecken zu, während ihre Mutter Malin die Wäsche aufhängt. Jule wartet schon begeistert darauf, dass ihr Großvater vom Dach oder ins Meer fällt. Sie liebt ihren lustigen Großvater.
Außerdem hat Jule einen kleinen Onkel, Pelle, der erst zehn Jahre alt ist. Weiter leben Tjorven, ihr Hund Bootsmann, ihre beiden Eltern Nisse und Märta, sowie Stina und ihr Großvater auf Saltkrokan. Die Schwestern von Tjorven sowie Pelles große Brüder unternehmen immer etwas zusammen und Jule hat nur wenig Kontakt mit ihnen. Sie unternimmt lieber etwas gemeinsam mit Pelle, Tjorven und Stina. Mit letzteren feiert sie auch ihren dritten Geburtstag mit Torte und Zitronensprudel auf dem Landungssteg.
Eines Tages spielen Tjorven, Pelle, Stina und Jule mit Melcher verstecken. Dieser legt sich ausgerechnet dort hin, wo zuvor die Hühner ihre Eier abgelegt haben. Seine Hose ist total verdreckt. Unterdessen hat Pelle total vergessen, dass sie Verstecken spielen. Er beobachtet eine große Heuschrecke im Gras, denn er liebt Tiere über alles.
Als Jule versucht, mit dem Hund Bootsmann auf die Wippe zu gehen funktioniert das überhaupt nicht. Bootsmann wiegt viel mehr als sie und so bleibt ihr Teil der Wippe ständig oben in der Luft. Später spielen die Kinder Sackhüpfen.
Dann gehen sie zu einem alten Schiff und kämpfen dort als Seeräuberbanden gegeneinander. Dabei kommen sie Herrn Vesterman, der dort arbeiten möchte, immer wieder in die Quere, was dieser gar nicht gut findet. Bevor es wieder nach Hause geht, spielt Jule Bootsfahren in einem kleinen Korb. Sie findet, dass es ein sehr schöner Tag war.

## Hintergrund
Das Buch wurde 1967 unter dem Titel Skrållan och sjörövarna bei Rabén & Sjögren erstveröffentlicht. Während des Drehs der Fernsehserien und Spielfilme über die Ferien auf Saltkrokan, wurden Standbilder aufgenommen. Diese wurden für das Buch Jule und die Seeräuber genutzt.
Jule heißt im Original Skrållan. In den deutschen Filmen und Fernsehserien heißt sie Skrollan. In Deutschland wurde das Buch vor den Filmen veröffentlicht. Das Buch erschien hier im Jahr 1968, während die Filme in Deutschland 1971 erstmals in Form einer Fernsehserie veröffentlicht wurden.
Die Geschichte spielt zeitlich nach dem Ferien auf Saltkrokan Roman und während der Spielfilme Das Trollkind  und Die Seeräuber. Allerdings ist das Buch auch für Kinder gut zu verstehen, die die vorherigen Geschichten nicht kennen. Einige Ereignisse, von denen berichtet wird, kommen in den Filmen vor, andere sind völlig neu.
Das Buch spielt auf der fiktiven Ferieninsel Saltkrokan. Die Insel gibt es nicht wirklich. Allerdings werden einige reale Orte in dem Buch genannt, darunter Söderöra, Furusund und Rödlöga. Diese machen deutlich, dass Saltkrokan am nördlichen Stockholmer Schärengarten liegt.
Die Fotos aus dem Buch stammen von Sven-Eric Delér und Stig Hallgren. Der Text ist von Astrid Lindgren. Die deutsche Übersetzung schrieb Thyra Dohrenburg.

## Filme
Das Buch Jule und die Seeräuber beruht auf den Filmen Das Trollkind und Die Seeräuber. In einige Sprachen, wie zum Beispiel Englisch, wurden nur das Buch, nicht aber die Filme übersetzt.

## Rezeption
Yvonne Bauer vom Stern findet, dass die Geschichte „schön weit weg von den pragmatischen Alltagsthemen“ sei, „die in den meisten aktuellen Kinderbüchern durchgeackert“ werden würden. Stattdessen ginge es „um Kinder UND Erwachsene, die lustige und dumme Sachen machen“ würden.
Annika Jürgens von Eltern meint, die Geschichte sei „zeitlos schön“. Es sei ein tolles Buch zum Vorlesen mit schönen Fotos.
Kerstin Reinke von hoppsala.de findet, dass die Figuren „liebevoll dargestellt“ sind. Astrid Lindgren erzähle die Geschichte „mit viel Witz und Charme“.